# Diospyros squamosa
Diospyros squamosa är en tvåhjärtbladig växtart som beskrevs av Wenceslas Bojer och A. Dc. Diospyros squamosa ingår i släktet Diospyros och familjen Ebenaceae. Inga underarter finns listade i Catalogue of Life.